# Bataille de Fort Carillon
Pour les articles homonymes, voir Fort Carillon et Carillon (homonymie).
Guerre de Sept Ans
Batailles
- Minorque (navale) (1756)
- Pirna (1756)
- Lobositz (1756)
- Reichenberg (1757)
- Prague (1757)
- Kolin (1757)
- Hastenbeck (1757)
- Gross-Jägersdorf (1757)
- Moys (1757)
- Rochefort (1757)
- Rossbach (1757)
- Breslau (1757)
- Leuthen (1757)
- Carthagène (navale) (1758)
- Olomouc (1758)
- Saint-Malo (1758)
- Rheinberg (1758)
- Krefeld (1758)
- Domstadl (1758)
- Cherbourg (1758)
- Zorndorf (1758)
- Saint-Cast (1758)
- Tornow (1758)
- Lutzelberg (1758)
- Hochkirch (1758)
- Bergen (1759)
- Kay (1759)
- Minden (1759)
- Kunersdorf (1759)
- Neuwarp (navale) (1759)
- Hoyerswerda (1759)
- Baie de Quiberon (navale) (1759)
- Maxen (1759)
- Meissen (1759)
- Glatz (1760)
- Landshut (1760)
- Corbach (1760)
- Emsdorf (1760)
- Dresde (1760)
- Warburg (1760)
- Liegnitz (1760)
- Rhadern (1760)
- Berlin (1760)
- Kloster Kampen (1760)
- Torgau (1760)
- Belle-Île (1761)
- Langensalza (1761)
- Cassel (1761)
- Grünberg (1761)
- Villinghausen (1761)
- Ölper (1761)
- Kolberg (1761)
- Wilhelmsthal (1762)
- Burkersdorf (1762)
- Lutterberg (1762)
- Reichenbach (1762)
- Almeida (1762)
- Valencia de Alcántara (1762)
- Nauheim (1762)
- Vila Velha de Ródão (1762)
- Cassel (1762)
- Freiberg (1762)

- Jumonville Glen (1754)
- Fort Necessity (1754)
- Fort Beauséjour (1755)
- 8 juin 1755
- Monongahela (1755)
- Petitcoudiac (1755)
- Lac George (1755)
- Fort Bull (1756)
- Fort Oswego (1756)
- Kittanning (1756)
- En raquettes (1757)
- Pointe du Jour du Sabbat (1757)
- Fort William Henry (1757)
- German Flatts (1757)
- Lac Saint-Sacrement (1758)
- Louisbourg (1758)
- Le Cran (1758)
- Fort Carillon (1758)
- Fort Frontenac (1758)
- Fort Duquesne (1758)
- Fort Ligonier (1758)
- Québec (1759)
- Fort Niagara (1759)
- Beauport (1759)
- Plaines d'Abraham (1759)
- Sainte-Foy (1760)
- Neuville (1760)
- Ristigouche (navale) (1760)
- Mille-Îles (1760)
- Signal Hill (1762)

- Cap-Français (1757)
- Martinique (1759)
- Guadeloupe (1759)
- Dominique (1761)
- Martinique (1762)
- Cuba (1762)

- Chandernagor (1757)
- Plassey (1757)
- Gondelour (1758)
- Négapatam (navale) (1758)
- Condore (1758)
- Madras (1758)
- Pondichéry (navale) (1759)
- Masulipatam (1759)
- Chinsurah (1758)
- Wandiwash (1760)
- Pondichéry (1760-1761)
- Manille (1762)

- Saint-Louis (1758)
- Gorée (1758)
- Gambie

La bataille de Fort Carillon eut lieu le 8 juillet 1758 au Fort Carillon (aujourd'hui à Ticonderoga, État de New York), dans le cadre de la guerre de Sept Ans. La bataille eut lieu au sud du lac Champlain, entre ce dernier et le lac George. Ces deux lacs séparaient la colonie britannique de New York de la colonie française du Canada (Nouvelle-France).
La bataille a eu lieu à environ un kilomètre du fort lui-même. Une armée française de presque 4 000 hommes sous le commandement du général Louis-Joseph de Montcalm remporta une victoire sur une force militaire britannique quatre fois supérieure de 16 000 hommes sous le commandement du général James Abercrombie, qui attaqua sans appui d'artillerie les forces françaises bien retranchées. La bataille fut une des plus sanglantes de la guerre. 
L'historien américain Lawrence Henry Gipson (en) écrit que la campagne d'Abercrombie fut semée d'erreurs. Plusieurs historiens militaires ont cité la bataille de Carillon comme exemple classique d'incompétence militaire. Abercrombie, confiant en une victoire éclair, n’a pas pris en compte toutes les options militaires viables, comme l'utilisation du contournement des défenses françaises en attendant son artillerie, ou de faire le siège du fort. Il fit plutôt confiance à un rapport erroné de son jeune ingénieur militaire et ignora ses recommandations. Il décida de mener un assaut frontal sur les positions françaises, sans l'appui de l'artillerie. Montcalm, malgré son mépris pour la faible position militaire du fort, a conduit la défense avec brio. Cependant, en raison du manque de temps, il commit des erreurs stratégiques dans la préparation de ses défenses qui auraient pu faciliter le travail d'un attaquant compétent. 
Le fort devint britannique après sa capture l'année suivante à la bataille de Ticonderoga, même si la bataille de Fort Carillon donna au fort la réputation d'être imprenable. Il fut renommé Fort Ticonderoga et fut par la suite le théâtre de deux batailles lors de la révolution américaine.

## Prélude à la bataille
Le Fort Carillon est situé sur une pointe au sud du lac Champlain et au nord du lac George, un point naturel de conflit entre les forces françaises se déplaçant vers le sud de la Nouvelle-France (le Québec d'aujourd'hui) par la rivière Richelieu et à travers la vallée du lac Champlain vers la vallée de l'Hudson, et des bandes iroquoises au début de la colonie, puis des forces britanniques de New York remontant vers le nord. Le fort est entouré d'eau sur trois côtés et, sur une moitié du quatrième côté, par un marécage. La portion restante a été puissamment fortifiée par de hauts retranchements, soutenus et accompagnés par trois batteries de canon, et devant cet ensemble, par des abattis d'arbres dont les bouts des branches furent durcis au feu, créant ainsi une formidable défense. Toujours est-il que le fort Carillon contrôlait le Sud du lac Champlain et l'accès au fleuve Hudson. C'est par ce fort que les troupes du marquis de Montcalm partirent détruire le Fort William Henry, en août 1757.

## Les armées en présence

Plan de la bataille de fort Carillon.

La bataille commença le matin du 8 juillet avec les Rogers' Rangers et l'infanterie légère du colonel Thomas Gage, le 80e régiment d'infanterie légère commença à repousser les quelques éclaireurs français en arrière des retranchements. Suivaient les provinciaux de New York et du Massachusetts, et ensuite trois colonnes de réguliers, qui passèrent au travers des formations des provinciaux pour commencer l'attaque. Le 27e et le 60e composaient la colonne de droite, sous les commandement du lieutenant-colonel du 27e, William Haviland, le 44e et le 55e sous le commandement du lieutenant-colonel John Donaldson au centre, et les 42e et 46e sous le commandement du lieutenant-colonel Francis Grant à la gauche. Chaque colonne était précédée des régiments d'infanterie légère. La réserve était constituée des régiments provinciaux du Connecticut et du New Jersey,.

Montcalm avait organisé les forces françaises et canadiennes en trois brigades et une réserve. Il commandait le régiment Royal-Roussillon et le régiment de Berry au centre des retranchements défensifs alors que Lévis commandait le régiment de Béarn, le régiment de Guyenne, et le régiment de la Reine sur la droite et Bourlamaque commandait le régiment de La Sarre et le régiment de Languedoc sur la gauche. À chaque bataillon fut donné à peu près 100 verges de retranchements à défendre. 
Les redoutes avec des canons protégeaient les flancs des retranchements bien que celle de droite ne soit pas achevée. Le terrain plat entre le flanc gauche et la rivière La Chute était gardé par la milice et la marine, qui avaient aussi construit des abattis pour protéger leurs positions. Les forces de réserve étaient soit dans le fort, soit sur les terrains entre le fort et les retranchements sur le mont Espoir. Des détachements de chaque bataillon étaient tenus en réserve, pour intervenir dans les endroits où l'on aurait besoin d'eux.

## La bataille du 8 juillet
Bien qu'Abercrombie se soit attendu à ce que la bataille commence à 13 h, dès 12 h 30, les régiments de New York commencèrent à engager la défense française. Le bruit de la bataille fit croire à Haviland que la ligne française avait été pénétrée. Il commanda alors à ses hommes d'avancer même si les soldats réguliers n'étaient pas tous en position, et qu'Abercrombie n'ait pas donné l'ordre d'avancer. Le résultat fut que les troupes régulières avancèrent sans ordre ni coordination. À mesure que les troupes régulières s’avancèrent, elles se mirent en lignes comme commandé, et commencèrent leur avance. La colonne de droite, avec une distance moins grande à parcourir, attaqua en premier, suivie de celle du centre et de celle de la gauche. Le 42e avait initialement été retenu en réserve mais, après avoir insisté pour participer, ils rejoignirent l'action.

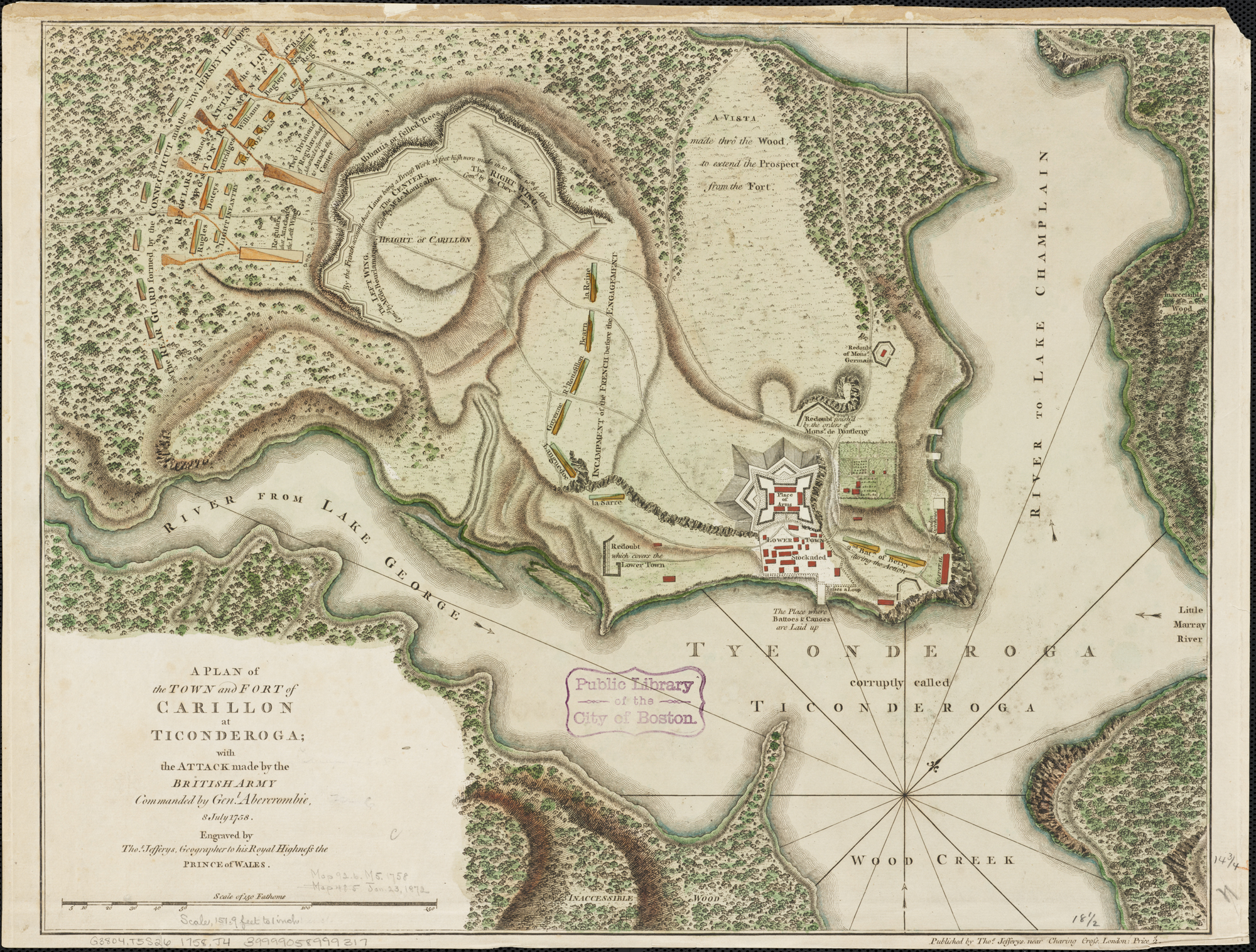
Projet de l'attaque du Fort Carillon en 1758 par les Anglais.

La position française était organisée de sorte qu'ils pouvaient tirer sur les forces britanniques lors de leur avance. L'abattis devint vite un champ de morts. Vers 14 h, il était clair que la première vague d'attaque était un échec. Montcalm était actif sur le champ de bataille, après avoir enlevé son manteau, il se déplaça pour visiter ses soldats et les encourager en s'assurant que tous leurs besoins soient satisfaits. Selon les historiens Francis Parkman et Thomas Mante, le quartier général d'Abercrombie se serait situé au moulin (loin de l'action de ses troupes),, cependant son aide de camp indique qu'il se trouvait près des lignes arrières près de la rivière La Chute durant la plus grande part de la bataille, et qu'il s'était approché du front des forces françaises à un moment au début de la bataille. Après que la première vague d'attaque eut échoué, Abercrombie a persisté à lancer d'autres attaques similaires. Lorsqu'il écrira pour sa défense, il rejettera le tort sur l'évaluation de Clerk selon lesquelles les défenses françaises pouvaient facilement être prises d'assaut.
À environ 14 h, les barges britanniques qui portaient l'artillerie lourde commencèrent à descendre la rivière La Chute et, contrairement au plan initial, descendirent le canal entre une île dans la rivière et la rive. Ceci les amena à portée de la gauche des lignes françaises et de certains canons du fort. Les canons du côté sud-ouest du fort coulèrent deux des barges, ce qui fit battre les autres en retraite.
Abercrombie ordonna à ses réserves du Connecticut et du New Jersey d'entrer dans la bataille à 14 h mais, à 14 h 30, il était clair que l'attaque avait échoué. Abercrombie a ensuite essayé de rappeler ses troupes mais une partie importante de celles-ci, surtout le 42e et 46e régiments sur l'aile gauche, continua à attaquer. À environ 17 h, le 42e régiment fit une offensive désespérée qui réussit finalement à atteindre le mur des Français ; mais ceux qui avaient traversé se sont fait accueillir à la baïonnette. Un observateur britannique mentionna que « Nos forces tombèrent très vite », et un autre écrivit qu'« elles furent fauchées comme de l'herbe ». La tuerie continua jusqu'au coucher du soleil et beaucoup d'hommes se retirèrent à l'abri des travaux défensifs érigés à l’arrière du champ de bataille.
Enfin, réalisant le désastre, Abercrombie ordonna à ses troupes de plier bagage et de marcher vers un espace dégagé sur le lac George. La retraite au travers de la forêt sombre fut faite dans la panique puisque des rumeurs circulaient dans les rangs d'une attaque des Français. À l'aube, le matin suivant, l'armée remonta le lac George, pour regagner sa base au sud au coucher du soleil. Le caractère humiliant de la retraite fut immédiatement perçu par certains participants à la bataille ; le lieutenant colonel Artemas Ward écrivit qu'« ils se sont retirés avec honte ».
Abercrombie avait mené une attaque brusquée de 12 h à 19 h sans son artillerie sur la face la mieux protégée du bastion. Le capitaine-ingénieur Pierre Pouchot de Maupas laissa le récit détaillé de la terrible bataille et de la glorieuse victoire. C'est lui qui commanda le feu quand les ennemis, croyant voir un drapeau parlementaire, s'étaient approchés du retranchement : 300 Anglais tombèrent foudroyés à bout portant.
Après avoir déploré 500 morts, 1 000 blessés et 20 disparus, les assaillants se retirèrent vers le lac du Saint-Sacrement (auparavant lac Horican et aujourd'hui lac George), abandonnant armes, munitions et blessés. Le 42e régiment royal des Highlands (Black Watch) perdit la moitié de son effectif. Duncan Campbell (en) mourut le 18 juillet.
Du côté français, les pertes furent nettement moindres : 104 tués et 273 blessés.
Montcalm fit un rapport à ses chefs en doublant ces chiffres.
L'année suivante, soit le 27 juillet 1759, le fort fut détruit et la garnison fut retirée pour défendre Québec. L'endroit fut occupé par Jeffery Amherst et celui-ci reconstruisit le fort et le nomma fort Ticonderoga (du mot iroquois Cheonderoga, qui signifie « la place entre deux grandes eaux »).

## Analyse

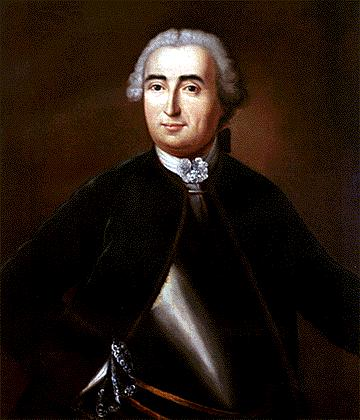
Général Louis-Joseph de Montcalm.

Les décisions prises par les deux commandants ont été analysées à plusieurs reprises. Bien que Montcalm ait bien agi durant la bataille, certains aspects stratégiques ont échappé à son attention et ses actions durant sa préparation des défenses à Carillon remises en question. Au contraire, presque tout ce qu'Abercrombie a fait a été critiqué. Il ressort de l'analyse des historiens qu'il était un commandant incompétent,.

### Montcalm
Chaque commandant était le produit de conceptions de la guerre européenne, qui se menait sur un champ de bataille ouvert avec une mobilité aisée, et donc n'était pas à l'aise dans un milieu boisé. Ni l'un ni l'autre n'aimait la guerre irrégulière pratiquée par les Amérindiens et les coloniaux comme les Rogers' Rangers, mais les voyait comme un mal nécessaire. Malgré le fait que les Français avaient besoin du soutien des Amérindiens pour augmenter leur nombre insuffisant durant la guerre, leur nombre a été plutôt bas pour toute la durée de la guerre. Aussi les forces amérindiennes étaient peu nombreuses lors de cette bataille, et Montcalm ne les aimait pas en particulier dans leurs pratiques.
Montcalm, en particulier, aurait eu avantage à pratiquer une guerre plus irrégulière, dont les soldats canadiens avaient l'habitude. Il ne s'est jamais occupé d'inspecter les terrains au nord du lac George dont il aurait pu disputer l'accès aux Britanniques. En outre, les Français auraient pu utiliser les bois pour réduire l'avantage du nombre des soldats britanniques, et leur disputer la route entière du portage. Le fait que des fortifications furent construites le long de la route du portage, et ensuite abandonnées par les Français est une démonstration du manque de stratégie. Nester estime que s'il s'était opposé à la première tentative britannique pour passer sur ce chemin, Montcalm aurait eu une journée de plus pour préparer ses défenses.

## Héritage
Bien que le fort lui-même ne fut pas soumis à l'attaque, Carillon devint synonyme d'inexpugnabilité. Même si le fort fut effectivement abandonné aux Britanniques par l'armée française en retraite en 1759, les défenseurs futurs du fort et leurs officiers supérieurs, qui ne devaient pas être au courant des défauts du site, le pensèrent une position exceptionnelle. En 1777, lorsque le général John Burgoyne avança vers le sud du lac Champlain, au début de la campagne de Saratoga, le général George Washington, qui n'avait jamais vu le fort, croyait hautement en la valeur défensive. Anthony Wayne, qui était au fort Ticonderoga pour préparer sa défense avant l'arrivée de Burgoyne, écrivit à Washington que « le fort ne peut pas être soutenu sans une grande quantité de perte de sang ». Le fort alors occupé par les insurgés américains capitula devant les Britanniques sans beaucoup d'effort au mois de juillet en 1777.
Le drapeau du Québec est basé sur la bannière qui fut supposée portée par les forces françaises victorieuses à Carillon. La bannière, connue sous le nom de bannière de Carillon, remonte au XVIIe siècle, ce qui est confirmé par un expert en textile, Jean-Michel Tuchscherer : « Le drapeau est sans doute véritable et un document authentique du XVIIe siècle ». Pour ce qui est des armories de la Vierge effacées, c'était probablement celles du marquis de Beauharnois (1671–1749), gouverneur de la Nouvelle-France de 1726 à 1747 : D'argent à une fasce de sable, surmontée de trois merlettes du même. Seul le Gouverneur avait le droit d'inscrire ses armoiries personnelles sur une bannière aux armes de France, et seul Beauharnois a eu des aigles comme support de ses armories. Le drapeau fut fabriqué aux alentours de 1726, date de l'arrivée du Marquis de Beauharnois, et le 29 mai 1732, où il deviendra commandeur de l'ordre de Saint-Louis avec droit d'entourer son écu de la devise, qui n'apparaît pas sur le drapeau : Bellicæ virtutis præmium. Pour autant les études de la bannière lors de sa restauration par l'Institut canadien de conservation (ICC) ont démontré qu'il ne s'agissait pas d'une étendard régimentaire français, mais bien d'une bannière religieuse. Néanmoins, la bannière n'est pas reconnue pour son authenticité historique qui n'est pas reliée à la bataille, mais bien à toute la construction identitaire qui s'est faite autour d'elle avec la création du mythe du drapeau de Carillon. La bannière de Carillon est aujourd'hui exposée au musée de l'Amérique française à Québec.

## Réactions européennes
Pour cette victoire éclatante, dont les échos étaient parvenus jusqu'à la cour de Louis XV, « Montcalm, de son côté, fut célébré à Versailles et dans la colonie comme le sauveur du Canada[réf. incomplète]. »

## Rôle contemporain
Le fort a été rénové en 1909 et est devenu un site touristique.
Un des quatre bastions et une redoute portent le nom de « Germain » en l'honneur du chevalier Joseph de Germain qui fut l'un des principaux artisans de la construction du fort.
Par le mariage (décembre 1755, à Montréal) de Joseph de Germain avec Agnès Le Moyne, fille de Charles Le Moyne, second baron de Longueuil, les Germain descendent aujourd'hui des barons de Longueuil.

## Culture populaire

### Jeu de guerre
- Batailles pour la Nouvelle-France, par Luc Olivier & Benoit Larose, Vae Victis no 44, 2002.
- Battle of Ticonderoga, 1758, par Steve Bruce, Wargames Illustrated no 93, June 1995.

#### Sources francophones
- Henri-Raymond Casgrain, Guerre du Canada. 1756-1760, t. 1, Editions L.-J. Demers et frère (Québec), 1891 (lire en ligne)
- Gaston Deschênes et Denis Vaugeois, Vivre la Conquête, tome 1, les éditions du Septentrion, Québec, 2013, 264 p. [présentation en ligne].
- Gaston Deschênes et Denis Vaugeois, Vivre la Conquête, tome 2, les éditions du Septentrion, Québec, 2014, 320 p. [présentation en ligne].
- Jonathan Dull, La Guerre de Sept Ans, Bécherel, coll. « Les Perséides », 2009
- Réal Fortin, 1760, les derniers jours de la Nouvelle-France, les éditions du Septentrion, Québec, 2010, 293 p. [présentation en ligne]
- Guy Frégault, La Guerre de la Conquête, Montréal, Fides, 2009, 514 p. (ISBN 978-2-7621-2989-2)
- Cyrille de Germain, Les Germain en Nouvelle-France, L'Assomption (Québec), Éditions Point du jour, 2012.
- Joseph Pierre Anselme Maurrault, Histoire des Abenakis (lire en ligne).
- D. Peter MacLeod, Les Iroquois et la guerre de sept ans, Montréal (Québec), VLB éditeur, 2000, 276 p. (ISBN 2-89005-713-5).
- Roger Léger, Le Journal du Chevalier de Lévis, Michel Brûlé, 2008 (ISBN 978-2-89485-405-1 et 2-89485-405-6).
- Pierre Pouchot, Mémoires sur la dernière guerre de l'Amérique septentrionale entre la France et l'Angleterre, Éditions du Septentrion, 2003 (ISBN 2-89448-303-1).
- Laurent Veyssière (dir.) et Bertrand Fonck (dir.), La guerre de Sept Ans en Nouvelle-France, Québec, Septentrion (Canada) et PUPS (France), 2012, 360 p. (ISBN 978-2-89448-703-7)

#### Sources anglophones
- (en) Fred Anderson, The War that made America : A Short History of the French and Indian War, New York, Viking, 2005, 293 p. (ISBN 0-670-03454-1). .
- (en) Fred Anderson, Crucible of War : The Seven Years' War and the Fate of Empire in British North America, 1754-1766, New York, Vintage Books, 2000, 862 p. (ISBN 978-0-375-70636-3, OCLC 253943947). .
- (en) René Chartrand, Ticonderoga 1758 : Montcalm's Victory Against All Odds, Oxford, Osprey Publishing, 2000, 96 p. (ISBN 1-84176-093-5). .
- (en) Alistair B. Fraser, « The Flags of Canada: Quebec », 1998 (consulté le 10 mai 2009).
- (en) Rupert Furneaux, The Battle of Saratoga, New York, Stein and Day, 1971 (ISBN 0-8128-1305-7, OCLC 134959). .
- (en) Lawrence Henry Gipson, The British Empire before the American Revolution, vol. 7, New York, Knopf, 1965 (OCLC 399957). .
- (en) James Austin Holden et Frank B. Wickes, The Campaign of 1758 : New Historical Light on the Real Burial Place of George Augustus Lord Viscount Howe, Albany, New York, New York State Historical Association, 1911 (OCLC 66271728, lire en ligne).
- (en) William Kingsford, The History of Canada, vol. 4, Toronto, Roswell & Hutchinson, 1890 (OCLC 3676642, lire en ligne).
- (en) Carroll Vincent Lonergan, Ticonderoga, Historic Portgage, Ticonderoga, New York, Fort Mount Hope Society Press, 1959 (OCLC 2000876).
- (en) Thomas Mante, The History Of The Late War In North America And The Islands Of The West Indies : Including the Campaigns of 1763 to 1764 Against His Majesty's Indian Enemies, Kessinger, 2005 (1re éd. 1772) (ISBN 978-1-4191-7814-6, lire en ligne).
- (en) William Nester, The Epic Battles of the Ticonderoga, 1758, Albany, New York, State University of New York Press, 2008, 264 p. (ISBN 978-0-7914-7321-4, OCLC 105469157, lire en ligne). .
- (en) Francis Parkman, France and England in North America : A Series of Historical Narratives, vol. 2, Boston, Little, Brown, 1884 (OCLC 2886071, lire en ligne).
- (en) David Stewart, Sketches of the Character, Manners and Present State of the Highlanders of Scotland; with details of The Military Service of The Highland Regiments, vol. 1, Édimbourg, Archibald Constable, 1825, 3e éd. (OCLC 1296777, lire en ligne).
- (en) René Chartrand, Ticonderoga 1758 : Montcalm's victory against all odds, Osprey Publishing (no 76), 2000.
- (en) Daniel Marston, The French-Indian War 1754-1760, Osprey Publising (no 44), 2002.